# Langebrugsteeg

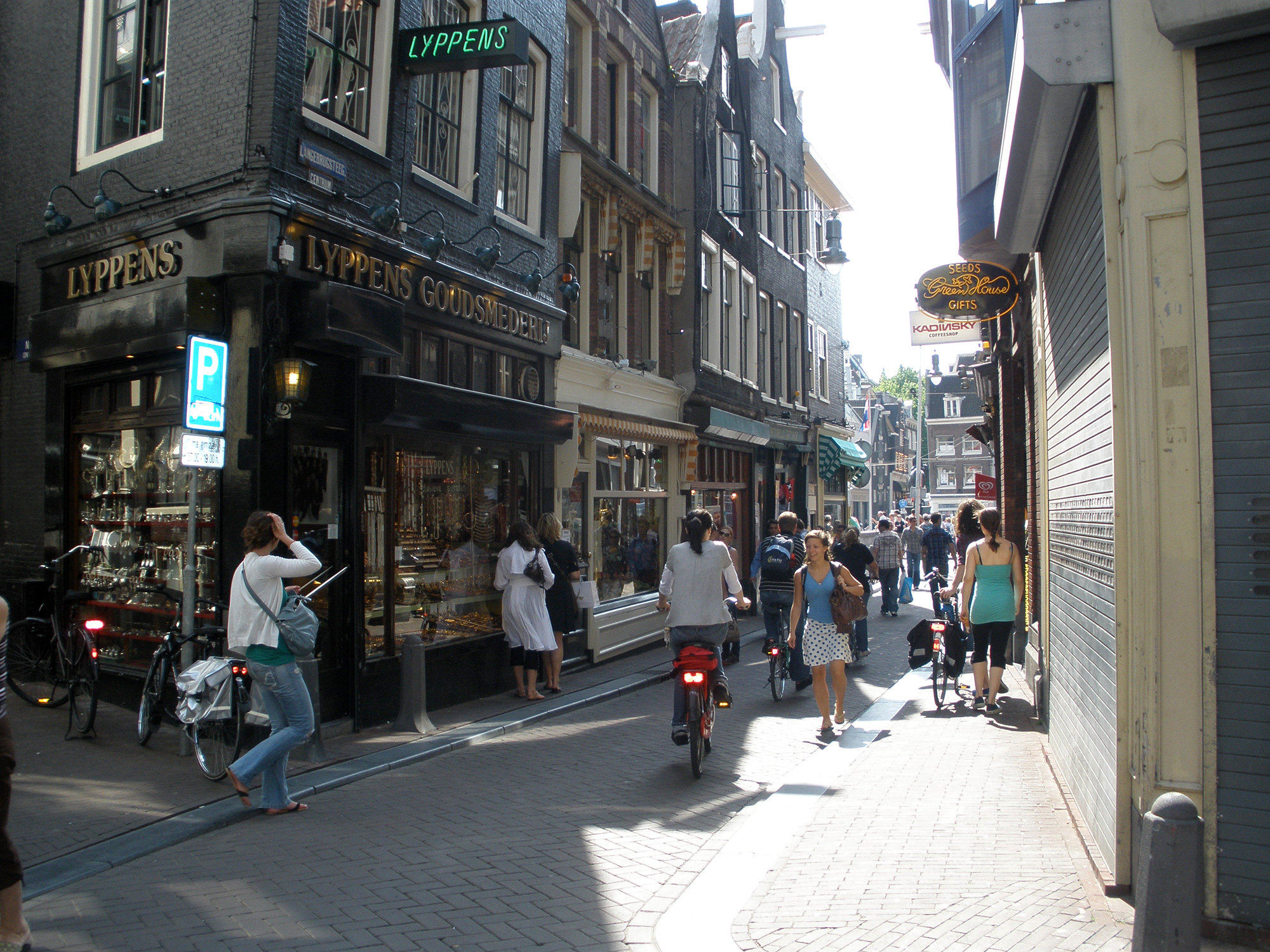
Langebrugsteeg

De Langebrugsteeg is een straatje in Amsterdam. De Langebrugsteeg loopt van het Rokin naar de Nes, waar het overgaat in de Grimburgwal. Aan de oostzijde van het Rokin, op de hoek Langebrugsteeg / Oude Turfmarkt, staat een ruiterstandbeeld van koningin Wilhelmina. Hier bevindt zich ook de aanmeerplaats van de rondvaartboten van rederij Kooij.
De steeg is vernoemd naar de Langebrug, die hier over het Rokin lag voordat het laatste stuk van het Rokin in 1937 gedempt werd om parkeerplaatsen aan te leggen.
In 2006 werd de Langebrugsteeg heringericht, samen met de Grimburgwal en het Gebed zonder End. Hierbij werd het betonnen straatdek vervangen door klinkers.
In 1994 besloot de gemeenteraad om de Langebrugsteeg autovrij te maken. Dit besluit is echter nooit uitgevoerd. Stadsdeel Centrum wil de Langebrugsteeg echter alsnog autovrij maken tijdens de herinrichting van het Rokin, als onderdeel van de aanleg van de Noord/Zuidlijn.
De Langebrugsteeg was in de middeleeuwen, en nog steeds, deel van de route van de Stille Omgang.
|  |  |  |